# Павлоградський історико-краєзнавчий музей
Комунальний заклад «Павлоградський історико-краєзнавчий музей» Павлоградської міської ради — культурно-освітній і науково-дослідний заклад, що збирає, вивчає, зберігає та експонує пам'ятки матеріальної та духовної культури Павлоградщини.

## Історія
Ідея створення музею в Павлограді постала на поч. XX ст., коли серед представників інтелігенції  міста виникла думка про відкриття музею. Перша спроба відбулася у 1914 році. Тоді почалися роботи по створенню сільськогосподарського музею при Павлоградській Повітовій Земській управі. Очолив його  створення автор катеринославського просвітянського часопису «Дніпрові хвилі» Олексій Степанович Гладченко, під його керівництвом відбувався активний пошук експонатів та виготовлення допоміжних матеріалів. Але реалізація цієї ідеї не відбулася через Першу світову війну.
Друга спроба відкрити музей відбулася під час Української революції 1917 року, у приміщенні Міської Управи, де демонструвалися картини, предмети побуту, різноманітна старовинна зброя. Деякий час експозиція розташовувалася у військовій церкві (нині Свято-Покровський храм). У зв’язку з відсутністю коштів на утримання цей музей проіснував лише декілька років. Після Другої світової війни питання про організацію музею неодноразово ставилося в міськвиконкомі. 
І нарешті, 23 лютого 1962 року відбулося урочисте відкриття міського музею. Заклад розмістився у будівлі кінця ХІХ — початку XX століття, який в минулому слугував як помешкання для священнослужителів. Очолювала музей на громадських засадах впродовж 15 років Марія Іванівна Комісарова.
В травні – червні 1976 року  відбулося перепрофілювання закладу – створено нові експозиції присвячені історії міста. У 2008 році музей отримав статус юридичної особи та тепер працює за власним Статутом. З 01 січня 2008 року музей отримав статус комунального закладу.

## Фонди, експозиція
Фонди музею налічують понад 50 тисяч одиниць основного і науково-допоміжного фонду. Профіль музею обумовлює характер його музейного зібрання. Колекція  складається з  археологічних знахідок (знаряддя праці, зброя та культові речі первісних людей, періоду Київської Русі та козаччини), етнографічних матеріалів, стародруків, кераміки, нумізматики, фотографій, карт та ін.
Експозиція музею відображає історію міста від найдавніших часів до сьогодення: «Археологія» та «Подих скіфських степів», «Козаччина в міжріччі Вовчої і Самари від давнини до сьогодення», «Історія заснування м. Павлоград до 1917 року», «Сторінки історії: 1917-1939 рр.», «Павлоградщина в роки Другої світової війни», «Відважні та сміливі», етнографічний куток просто неба «Українська гостинна садиба», меморіальний музей-квартира павлоградської поетеси Ганни Світличної.

## Діяльність
В закладі проводяться екскурсії,  мистецькі заходи, майстер-класи, арттерапії, тренінги, інтерактиви, авторські екскурсії по музею та місту, конференції, створюються десятки виставок, що дає можливість ознайомлювати мешканців та гостей міста з музейною колекцією.
Щорічно музей обслуговує понад 50 тис. осіб, проводить понад 600 екскурсій.